# An Inquiry into the Rights of the British Colonies
An Inquiry into the Rights of the British Colonies (in italiano "Un'Indagine sui diritti delle colonie britanniche") è un pamphlet scritto da Richard Bland nel 1766. Il testo sostiene i diritti delle colonie britanniche in America e critica le politiche oppressive dell'impero britannico. Bland esamina la costituzione inglese e le leggi sulla proprietà per difendere i diritti delle colonie di autogoverno e di essere libere da tasse senza rappresentanza nel Parlamento britannico.
Il pamphlet è stato uno dei primi documenti ad affrontare apertamente le questioni di autonomia e indipendenza delle colonie, anticipando le tensioni che avrebbero portato alla guerra d'indipendenza americana.

## Contenuto
Il pamphlet è un importante contributo alla discussione sull'autorità e i diritti delle colonie britanniche in America. Esso sostiene la posizione che le colonie hanno diritto a determinare le proprie leggi interne e la tassazione attraverso le loro assemblee legislative, senza interferenze da parte del Parlamento britannico, il quale le tassava senza concedere loro rappresentanza. Bland utilizza argomenti legali, costituzionali e storici per sostenere il diritto delle colonie di governarsi autonomamente.
Il pamphlet è stato scritto in risposta alle tensioni crescenti tra le colonie americane e il governo britannico, che alla fine hanno portato alla rivoluzione americana. "An Inquiry into the Rights of the British Colonies" è quindi un documento significativo nel contesto della lotta per l'indipendenza americana, poiché ha contribuito a definire e giustificare le ragioni delle colonie per ribellarsi contro l'autorità britannica.